# Groeningen
Ne doit pas être confondu avec Gröningen.
Groeningen est un village situé dans la commune néerlandaise de Boxmeer, dans la province du Brabant-Septentrional. Le 1er janvier 2008, le village comptait 431 habitants.